# Pycnogonum gaini
Pycnogonum gaini is een zeespin uit de familie Pycnogonidae. De soort behoort tot het geslacht Pycnogonum. Pycnogonum gaini werd in 1910 voor het eerst wetenschappelijk beschreven door Bouvier. 